# كريستوفر توماس
كريستوفر توماس (بالإنجليزية: Christopher Thomas)‏ هو محامي وسياسي أمريكي، ولد في 24 مارس 1818 في الولايات المتحدة، وتوفي بنفس المكان في 11 فبراير 1879. حزبياً، نشط في الحزب الجمهوري. انتخب عضو مجلس نواب الولايات المتحدة عن ولاية فرجينيا وانتخب عضو مجلس ولاية فرجينيا وانتخب عضو مجلس النواب الأمريكي.